# Marr Auto-Car Company

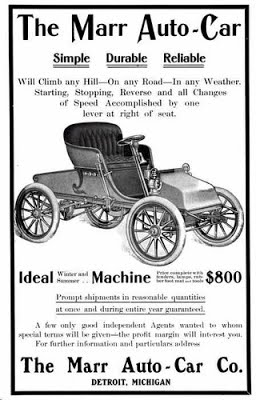
Werbeanzeige von 1904

Die Marr Auto-Car Company war ein kurzlebiger Automobilhersteller von 1903 bis 1904 aus Detroit in Michigan.

## Beschreibung
Die Firma wurde gegründet vom Ingenieur Walter Lorenzo Marr (1865–1941), der zuvor mit David Dunbar Buick zusammengearbeitet hatte bei der Entwicklung von dessen erstem Prototypen für das Buick-Automobil. Damit war Marr auch maßgeblich beteiligt am neuartigen Motorkonzept des ersten Buick mit im Zylinderkopf angebrachten Ventilen.
Das Prinzip dieses Vorläufers des oben gesteuerten Motors kam auch im ersten und einzigen Marr-Automobil, dem Marr Auto-Car, zur Anwendung. Dieser zweisitzige Runabout hatte einen im Heck hinter der Sitzbank eingebauten Einzylindermotor mit etwa 1700 cm³ Hubraum. Er leistete nach damaliger Berechnungsformel etwa 6,5 hp. Das Fahrgestell hatte einen Radstand von 66 Zoll (1676 mm). Das Auto hatte bereits ein Lenkrad (viele Konkurrenzmodelle verließen sich auf eine archaische Lenkung mittels Schwenkhebel). Dieses war zudem als eines der ersten überhaupt mit einer Verstellungsmöglichkeit ausgestattet. Mit einem Preis von 800,– USD war es zudem sehr konkurrenzfähig.
Marr baute die Fahrzeuge nicht selber, sondern ließ sie von der Fauber Manufacturing Company in Elgin für sich produzieren. Das Auto-Car hatte einen guten Start mit etwa 100 vorliegenden Bestellungen. Im August 1904 kam es aber zu einem verheerenden Brand in den Werksanlagen des Lieferanten, wobei 14 Neuwagen – die meisten der bereits hergestellten – restlos zerstört wurden.
Marr verzichtete auf die Wiederaufnahme der Produktion und ging zurück zu Buick, wo er 1904 Chefingenieur wurde und bis 1918 blieb. Zweifellos kommt ihm große Bedeutung zu für den Erfolg des Buick.